# Michael Scheickl

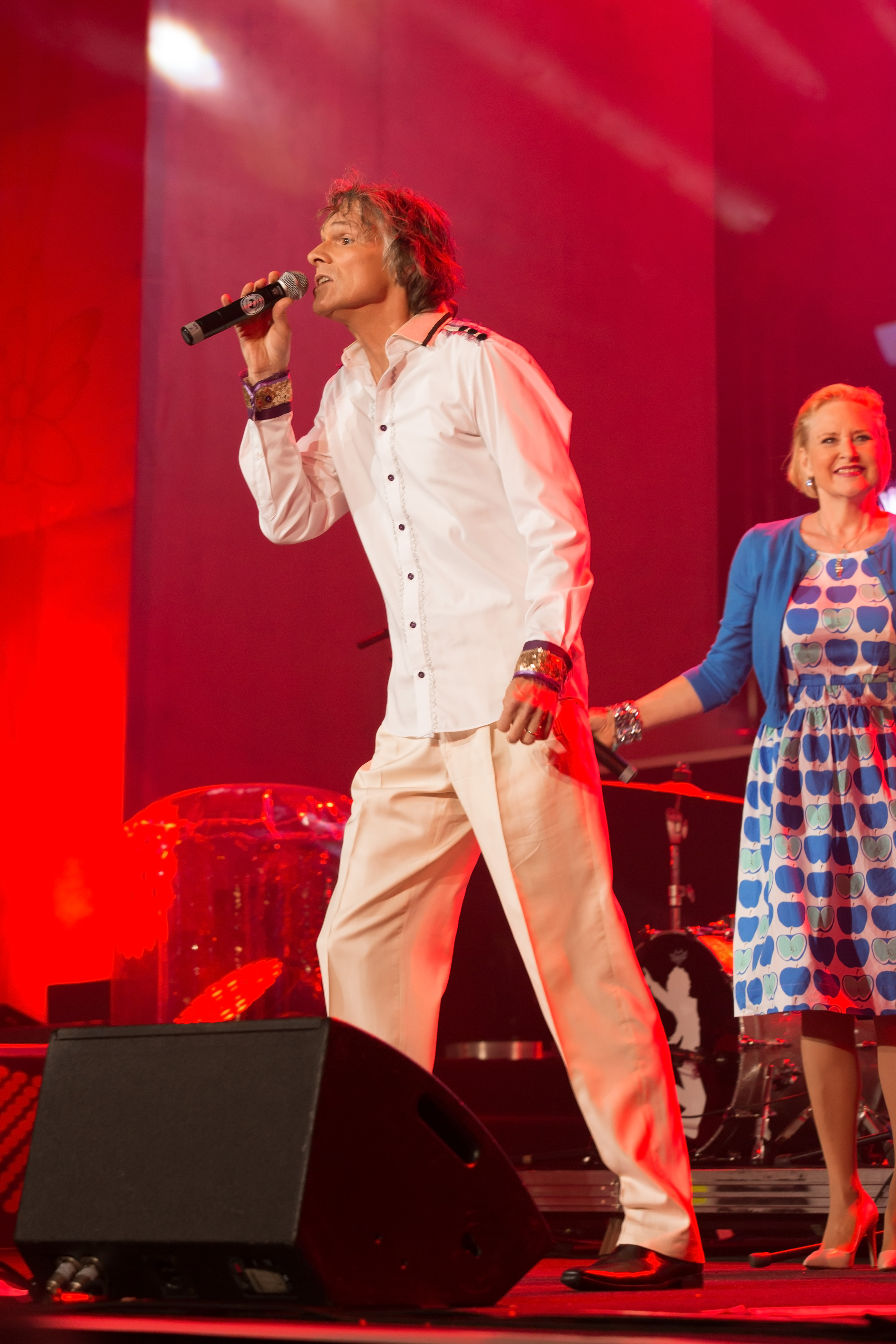
Michael Scheickl mit Elisabeth Engstler anlässlich des Eurovision Song Contest 2015 in Wien

Michael Scheickl (* 23. März 1957 in Wien) ist ein österreichischer Komponist, Produzent und Chansonsänger.

## Leben
Mit seinem Lied Sonntag vertrat der ehemalige Wiener Sängerknabe gemeinsam mit Elisabeth Engstler als Duo Mess Österreich und den ORF beim Eurovision Song Contest 1982. Engstler war von 1985 bis 1992 seine erste Ehefrau. Als Sänger und Percussionist begann er seine musikalische Laufbahn 1976 bei der Austropop Band "One Family", für die er auch als Komponist des  Titels "Yellow Kangaroo" (1977) zeichnete.
Das erste Soloprojekt begann er unter dem Pseudonym "Fritz" und kam mit der ersten Produktion "Hungaria" (1980) auf Nr. 3 in den österreichischen Charts.
1984 begann die Zusammenarbeit mit der österreichischen Band "Joy". Gemeinsam mit Fred Jaklitsch, Andy Schweitzer und Manfred Temmel gelang der international größte Erfolg "Touch by touch" (1985). Da der ursprüngliche Sänger, Fred Jaklitsch, durch sein Projekt Die Seer kaum noch Zeit hat, vertritt ihn Scheickl als Leadsänger seit 2012 bei den Joy-Auftritten.
1992 erhielt er gemeinsam mit der Sängerin "Jazz Gitti", mit der er seit 1988 als Komponist und Produzent zusammenarbeitete, den World Music Award in Monaco für die meistverkauften Tonträger in Österreich.
Gemeinsam mit seiner zweiten Ehefrau Karin Sahrea (Text) startete er 1998 das "Mosaro Music Projekt", aus dem der Youtube-Titel "Körperzellen Rock" (2008) hervorging. In dieser Ehe kamen seine ersten zwei Kinder zur Welt.
Nach der Trennung von Karin Sahrea lernte er 2009 in der Schweiz seine dritte Ehefrau, Michaela Weiss kennen, mit der er zwei weitere Kinder hat.

## Diskografie

### Studioalben
- 1981: Fritz – Soloprojekt unter dem Pseudonym "Fritz"
- 1983: Duo Mess – Komponist und Produzent für Duo Mess
- 1986: Hello – Produzent und teilweise Komponist für Joy
- 1987: Joy and Tears – Produzent und teilweise Komponist für Joy
- 1990: A Wunda – Produzent und teilweise Komponist für Jazz Gitti and her Discokillers
- 1992: Hoppala – Produzent und teilweise Komponist für Jazz Gitti and her Discokillers
- 1993: Alles Pico Bello – Produzent und teilweise Komponist für Jazz Gitti and her Discokillers
- 1994: Der nackte Hammer – Produzent und teilweise Komponist für Jazz Gitti and her Discokillers
- 1996: Nimms leicht, nimm mich – Produzent und teilweise Komponist für Jazz Gitti and her Discokillers
- 2000: Du bist mein Licht – Chansons (dt./engl.) für The Mosaro Music Project
- 2001: Die Mantren für den Lichtkörper Prozess – Mantrengesänge für The Mosaro Music Project
- 2001: Die grosse Mahatma Invokation – geführte Meditation mit Musik für The Mosaro Music Project
- 2001: Die grosse DNS Meditation – geführte Meditation mit Musik für The Mosaro Music Project
- 2001: Die Anrufung der Strahlen – geführte Meditation mit Musik für The Mosaro Music Project
- 2002: Wie ein Zigeuner – Chansons (dt.) für The Mosaro Music Project
- 2003: Anima – Chansons (dt.) für The Mosaro Music Project
- 2004: For You – Worldmusic (engl.) für Grooving Spirit
- 2005: Peace – Worldmusic (engl./dt.) für Grooving Spirit
- 2005: Shake to Relax – Instrumentale Dance Music für The Mosaro Music Project
- 2006: Wellen der Liebe – Instrumentalmusik für The Mosaro Music Project
- 2007: Flying High – Songs zur Begleitung des Free Spirit Kurses für Grooving Spirit
- 2007: Activity to Silence – Tanzmeditation für Grooving Spirit
- 2008: Freudentanz – Chansons (dt.) für The Mosaro Music Project
- 2008: Sing and Dance – Komponist und Produzent für The Mosaro Music Project feat. Astrid Kuby
- 2016: Leb deinen Traum – Musik zur Entspannung und Meditation für The Mosaro Music Project